# Museum Puri Lukisan
Museum Puri Lukisan (Museum 'Paleis van schilderijen') is een kunstmuseum in de Indonesische plaats Ubud op Bali.

## Geschiedenis
In 1953 werd door kunstenaar Rudolf Bonnet en prins Tjokorda Gde Agung Sukawati de stichting Yayasan Ratna Warta opgericht met als doel om een museum op te richten voor Balinese kunst. Bonnet ontwierp het museumcomplex, waarbij in 1954 de eerste steen gelegd werd door minister Ali Sastroamidjojo. Het eerste paviljoen werd op 31 januari 1956 geopend door de Indonesische minister van cultuur Mohammad Yamin. Het hoofdpaviljoen werd vergezeld van links en rechts een paviljoen voor dansopvoeringen en optredens. 

## Collectie
De schilderijen die tentoongesteld werden waren grotendeels afkomstig uit de collectie van Bonnet die ook conservator werd van het museum. De collectie wordt ontsloten via het Nationaal Museum van Wereldculturen.

## Huisvesting
In 1972 werden twee tentoonstellingsgebouwen toegevoegd aan het complex. In 2008 bij het vijftigjaarig bestaan werd een parkeerterrein toegevoegd aan het museum. In 2011 werd gebouw IV toegevoegd.
- Gebouw I (noord) – vooroorlogse Balinese schilderijen (1930–1945) en de I Gusti Nyoman Lempad-collectie
- Gebouw II (west) – de Ida Bagus Made-collectie
- Gebouw III (oost) – Wayangschilderijencollectie
- Gebouw IV (zuid) - tentoonstelling over de geschiedenis van het museum, galerie en tijdelijke tentoonstellingen